# Ceromya nigronitens
Ceromya nigronitens là một loài ruồi trong họ Tachinidae.